# Мухаметшин, Фаим Баязитович
Фаим Баязитович Мухаметшин (род. 28 июня 1955) — российский юрист, преподаватель высшей школы, доктор юридических наук Российской Федерации, профессор, Председатель Башкортостанского регионального отделения Общероссийской общественной организации «Ассоциация юристов России». Генерал-майор полиции.

## Биография
В 1974 году был призван в ряды Советской Армии в воздушно-десантные войска.
В 1976 году. Поступил в Саратовскую специальную среднюю школу милиции МВД СССР на отделение подготовки следственных работников.
В 1978 году начал работать следователем отдела внутренних дел Кировского райисполкома г. Уфы.
В 1981 году окончил Академию МВД СССР.
В 1985 году был назначен начальником отделения дознания Кировского РОВД г. Уфы.
С 1987 по 1990 годы учился в адъюнктуре Академии МВД СССР.
В 1990 году защитил кандидатскую диссертацию по проблеме уголовного процесса. В том же году начал преподавать на кафедре уголовного процесса и криминалистики Уфимской высшей школы МВД РФ.
С 1991 по 1992 годы — старший преподаватель кафедры уголовного процесса и криминалистики. С 1992 по 1994 годы — доцент той же кафедры.
В 1994 году был назначен начальником кафедры уголовного процесса и криминалистики Уфимской высшей школы МВД РФ, а с 1996 по 1998 годы — Уфимского юридического института МВД России.
С 1998 по 2003 годы — заместитель начальника института по учебной работе.
В 2003 году назначен начальником Уфимского юридического института МВД России. Генерал-майор милиции.
В 2004 году защитил докторскую диссертацию.
В 1999 году присвоено звание «Заслуженный юрист Республики Башкортостан».
Был депутатом Уфимского горсовета двух созывов, председателем комиссии по законности. В 1999 году посетил Великобританию с целью обмена опытом и изучения опыта уголовно-исполнительной системы.
В 2003—2011 гг. начальник Уфимского юридического института МВД России. Председатель Башкортостанского регионального отделения ООО «Ассоциация юристов России». Входит в состав совета ректоров вузов Республики Башкортостан. Входит в редколлегию журнала «Правовое государство: теория и практика»
С 2011-2017  гг. начальник Уфимского юридического института МВД России

## Семья
Женат, имеет двух сыновей.